# Komsomol'skij (Mordovia)
Komsomols'kij (in russo Комсомольский?) è un insediamento di tipo urbano del distretto Čamzinskij nella Repubblica di Mordovia, Russia. Si trova sul fiume Nuja (bacino della Sura).